# Sint-Denijs-Boekel
Sint-Denijs-Boekel is een dorp in het zuiden van de Belgische provincie Oost-Vlaanderen en een deelgemeente van Zwalm, het was een zelfstandige gemeente tot aan de gemeentelijke herindeling van 1971. In het oosten van de deelgemeente ligt het gehucht Wijlegem.

## Geschiedenis
De naam van het dorp, evenals bij Sint-Blasius-Boekel, is waarschijnlijk afgeleid van Bock-lo, beukelo (of beukenbos), beukel en is uiteindelijk Boekel geworden. Aangezien de kerk was toegewijd aan Sint-Dionysius, werd het dorp Sint-Denijs-Boekel geheten.
Tot op de dag van vandaag bezit het dorp geen wapenschild.
De oudste historische bronvermelding van Sint-Denijs-Boekel zou van het jaar 1108 dateren. Dan schonk Odo, Bisschop van Kamerijk, de kerk van Bocle en een deel van haar inkomsten aan de Sint-Baafsabdij te Gent. In september 2008 werd de 900e verjaardag van het dorp gevierd.
De heerlijkheid Boekel behoorde lang tot de familie de Boucle, later van Gavere. In 1163 was er een zekere Guibrecht de Bocla die ridder was van beide Boekels. De parochie behoorde gedurende het ancien régime tot het land van Aalst, waarin een heleboel heerlijkheden waren ondergebracht. Zo was ook Sint-Denijs-Boekel verdeeld in kleinere heerlijkheden, o.a. de heerlijkheid Neu(f)ville en ten Dijcke. De heerlijkheid was achtereenvolgens in handen der families van Boekel, d'Ailly de Formelis, Borluut, van Melle en van de familie Morel de Boucle-Saint-Denis.
Op Franskouter, een wijk die erom bekendstond zeer vruchtbaar te zijn, stond eertijds de Franskoutermolen (16e eeuw). Deze werd in 1946 gesloopt. In 2002-2003 werd een beetje verderop een nieuwe molen opgericht, de Vinkemolen. Deze molen stond tot 1983 te Oosterzele. 
In de 20e eeuw stond Sint-Denijs-Boekel vooral bekend om zijn handschoennijverheid.

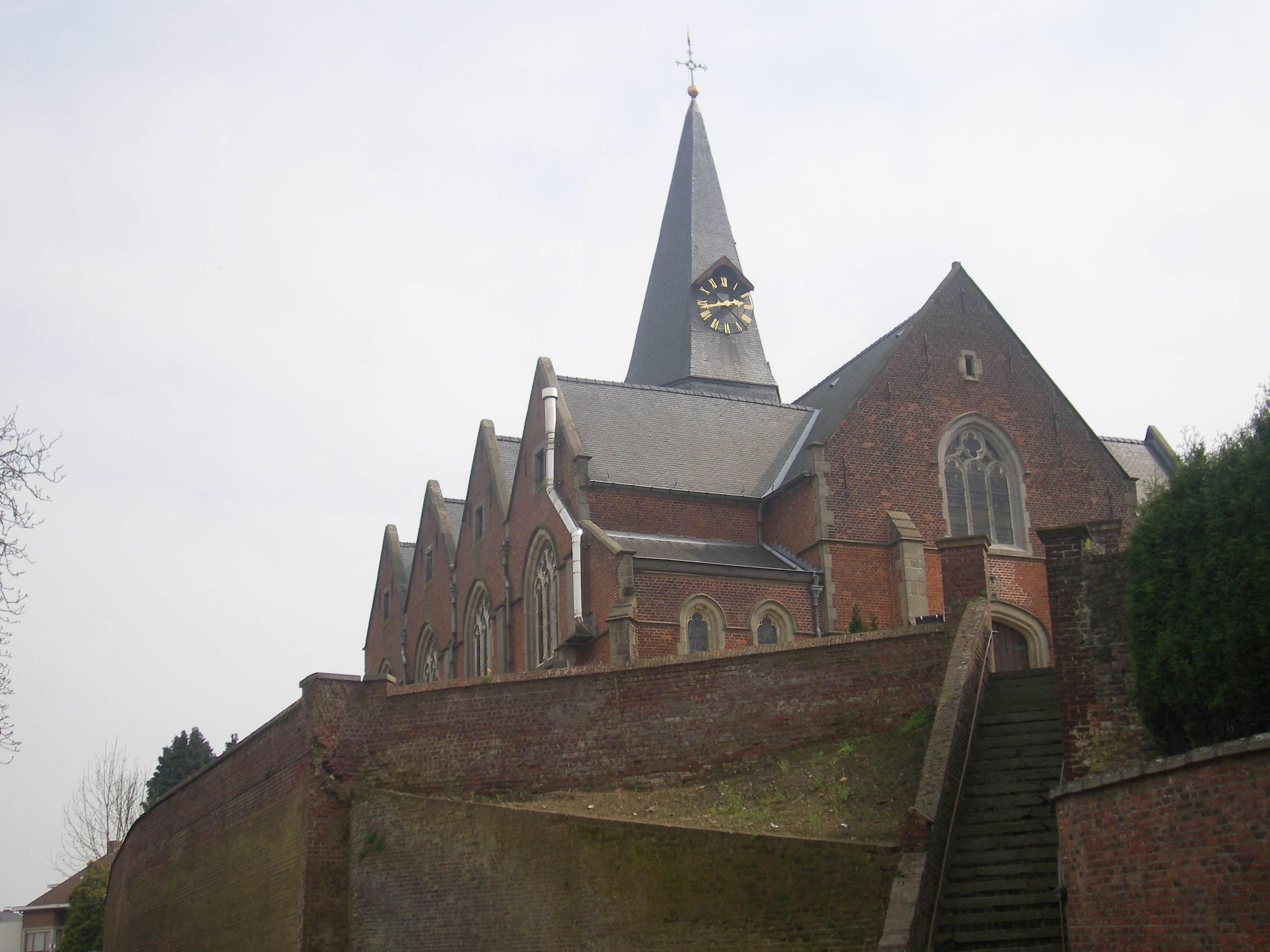
De Sint-Dionysiuskerk te Sint-Denijs-Boekel

## Bezienswaardigheden
- De Sint-Dionysiuskerk met toren in vroeggotiek, evenals het koor en kruisbeuk
- De Sint-Margarethakapel te Wijlegem die ten dele uit de 13de eeuw dateert.
- De kapel van O.L.V. van Lourdes, ook de "Franskouterkapel", zich bevindende tussen twee oude linden.
- Het Hof van Wijlegem
- Het Hof te Moldergem
- De Molenberg, klassieker tijdens de Ronde van Vlaanderen.
- De Vinkemolen, een windmolen die zich oorspronkelijk in Oosterzele bevond.
- De Moldergemmolen, een watermolen daterende uit de 13e eeuw.
- Het standbeeld van de handschoenstikster (2003) op het dorpsplein te Sint-Denijs-Boekel.

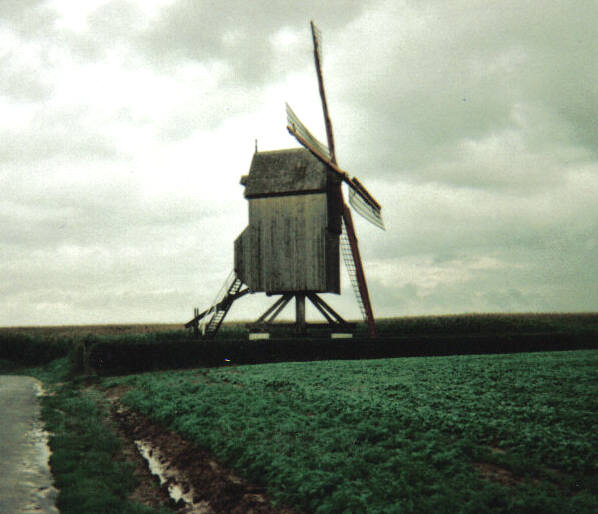
De Vinkemolen
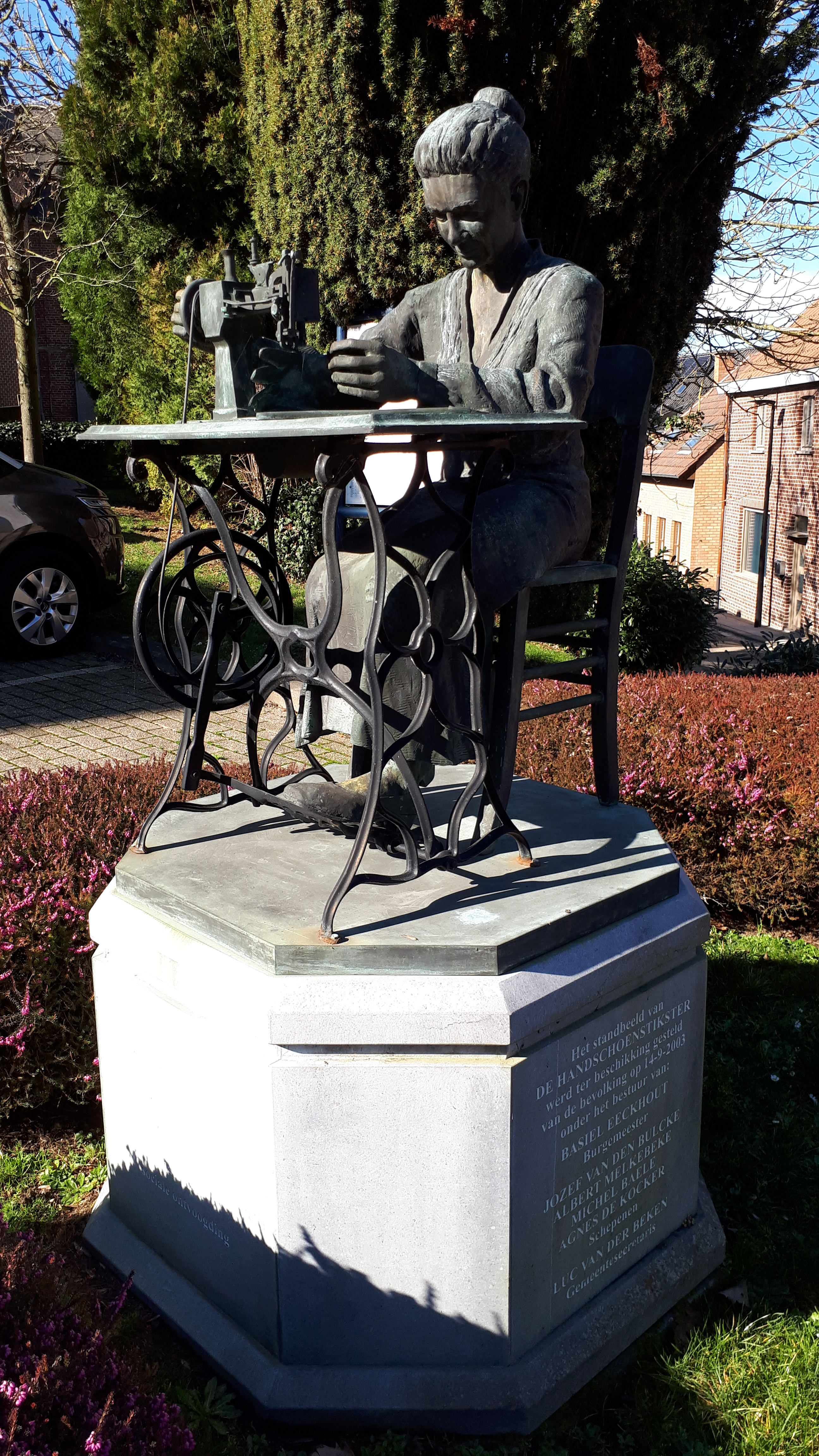
De Handschoenstikster

## Natuur en landschap
Sint-Denijs-Boekel ligt in Zandlemig Vlaanderen en de hoogte varieert van 17-70 meter. Ten westen van het dorp loopt de Moldergembeek in noordelijke richting.

## Demografische ontwikkeling
- Bronnen:NIS, Opm:1831 tot en met 1970=volkstellingen

## Lijst van burgemeesters
Lijst van burgemeesters van Sint-Denijs-Boekel tot aan de fusie van 1971 met Munkzwalm (later Zwalm):
| Periode   | Naam                                |
| --------- | ----------------------------------- |
| 1825-1851 | Charles-Judocus Stevens             |
| 1851-1866 | Bernardus Callaert                  |
| 1867-1903 | Henri De Temmerman                  |
| 1903-1905 | Leonard Mornie (waarnemend)         |
| 1905-1920 | Cyriel Ghys                         |
| 1921-1934 | Eduard Billeau                      |
| 1934-1941 | Cyriel Ghys                         |
| 1941      | Joseph Ghys (zonder verkiezing)     |
| 1941-1946 | Jules Volckaert (zonder verkiezing) |
| 1946-1958 | Oscar De Bock                       |
| 1959-1971 | Léon Ghys                           |

## Folklore
Jaarlijks heeft in het dorp de ruiterommegang ter ere van de Sint-Hubertus plaats met aansluitend brood- ruiter- en paardenzegening.

## Bekende inwoners
- Michiel Debackere, bioloog
- Bruno Tuybens, politicus.
- Johan Tahon, beeldend kunstenaar.
- Walter Theuninck, kunstschilder.

## Nabijgelegen kernen
Wijlegem, Nederzwalm, Munkzwalm, Sint-Blasius-Boekel